# Битва при Мэрэшешти
Битва при Мэрэшешти (рум. Bătălia de la Mărășești) — сражение Первой мировой войны, происходившее на востоке Румынии между германскими и русско-румынскими войсками в июле-августе 1917 года.
Румыния вступила в войну на стороне Антанты в августе 1916 года и, вследствие крайне низкой боеспособности своей армии и невыгодного географического положения, за несколько месяцев была оккупирована войсками Центральных держав. Остатки румынской армии отступили на восток страны, где соединились с русскими войсками. Чтобы помочь союзнику и не допустить вторжения германской армии на Украину, Россия сформировала новый, Румынский фронт, включив в него четыре русские и две румынские армии.

## Ход битвы
На июнь 1917 года Временное правительство России с целью поднятия боевого духа войск и выполнения обязательств перед союзниками запланировало наступление по всему фронту, вошедшее в историю как июньское или наступление Керенского. Румынский фронт начал наступление 7 (20) июля. Против 240 тыс. австро-венгерских и германских войск было задействовано около 400 тыс. русско-румынских. Поначалу оно проходило успешно: русско-румынские войска, которым противостояла австро-венгерская армия, продвинулись до двадцати километров в глубину на тридцатикилометровом участке фронта в направлении на Фокшаны. Однако уже 12 (25) июля, вследствие общей неблагоприятной обстановки на фронтах, вызванной усиливавшимся разложением русской армии, Керенский отдал приказ остановить продвижение.
6 августа австро-германские войска под командованием генерала Макензена перешли в контрнаступление. Отступившие союзники заняли oборону в районе Мэрэшешти, но полностью вернуть утраченные в июле территории Макензену не удалось.

## Потери сторон
Потери союзников были более тяжёлые, чем германских войск.
Армии Румынского фронта в июле-августе потеряли 153 222 солдат и офицеров: 13 168 убитыми, 18 674 пропавшими без вести, 46 713 ранеными, потери ещё 22 022 человек не разнесены по категориям. Противник заявил о захвате 13 551 русских и румынских пленных, 36 орудий, 16 миномётов, 138 пулемётов и 1 бронепоезда.
Австро-германские армии в боях в Румынии потеряли 67 108 человек: 9 399 убитых, 37 050 раненых и контуженных, 20 659 пропавших без вести. Русско-румынские войска здесь захватили 6 773 пленных, 120 орудий, 19 миномётов и 83 пулемётов.

## Итоги
Битва при Мэрэшешти стала последним крупным сражением на Румынском фронте. После Октябрьской революции Россия вышла из войны, и Румынии, окружённой со всех сторон, осталось только просить мира, который и был заключён 7 мая 1918 года (Бухарестский мирный договор).